# 無戸籍者
無戸籍者（むこせきしゃ）とは、日本において戸籍を有しない個人。

## 概説
戸籍法第49条および第52条では、出生子については必ず出生届を出して戸籍を作成することになっているが、何らかの事情によって親がその手続きを怠った場合などに無戸籍者が発生する。出生届が未届による無戸籍者が棄児として保護された場合には、自治体の首長の判断で当該者の戸籍を作ることも可能である。そのため、両親も身元も不明の棄児であっても、発見した者又は発見の申告を受けた警察官がその旨を市町村長に申し出た場合は通常は無戸籍者にはならない。
無戸籍と無国籍は同じではないが、戸籍は日本国民の国籍と親族関係を登録公証する、唯一の公文書であることから自明の理であるように、戸籍がないということは、日本国籍を証明する術が無いことを意味する。しかしながら、無戸籍であっても、出生時に日本国籍の取得条件を満たしている者は、届出をすることにより日本国籍を遡及して取得することができる。
公職選挙法附則第2項及び地方自治法第20条に拠って、「戸籍法の適用を受けない者の選挙権及び被選挙権は当分の間停止されている」と規定されているために、無戸籍者は日本国籍を有することが約束されていても、日本の選挙で参政権を行使できないことや、身分証明書や運転免許証や日本国旅券が作成できない。全国銀行協会の規定も厳しくなり、銀行口座開設や、健康保険、雇用保険、年金など、多岐にわたり不都合を及ぼす。
法務省民事局によると、2019年（令和元年）6月10日現在の無戸籍者は830人（うち成年者は155人）である。

## 無戸籍者になる理由
- 離婚後300日以内においては、遺伝上の父の子として登録できず、そのまま出生届を出すと前夫の子と推定されてしまうため、遺伝上の父親の子として認定されるためには、前夫から家庭裁判所へ親子関係不存在確認調停或いは嫡出否認の申し立てが必要となるが、心情的に協力を求めたくない場合が多く母親が出生届を提出していない状況がある[2]。しかし近年、社会問題として深刻化していることを受け全国法務局の働きかけもあり状況によっては家庭裁判所において実父による認知調停が多く認められ、離婚後300日以内であっても前夫の協力を得ることなく出生届が行えるケースが増加している。
- 親が無戸籍者であり出生届に親の本籍が記載できない場合
- 親が制度を理解していないため届け出ていない場合
- 親の信条や宗教観により届け出ていない場合
- 事情によって出生証明書が無い場合 - 出生証明書の添付がない場合、公証書である戸籍を作成するにはそれに足る証明書類を収集する必要がある。このため、当該子との親子関係を客観的に証明する資料(申述書、妊娠中の写真、出産子の写真、第三者の申述書など)の提出を求め、かつ管轄法務局の指示をあおぐ事になるため相応の時間がかかる。その煩雑さに、そのまま届け出ないということもある。戸籍の作成は無償であるが、証明書の収集や、裁判所の費用がかかるため、無戸籍の子供が保護された時に親が「金が無くて戸籍を作れなかった」と証言した実例がある。
  - 病院や助産師に頼らず、自宅出産したために出生証明書が無い
  - 妊婦検診を受診せず病院での出産費用を払わないまま去ったため、出生証明書が無い
  - 代理出産によって、外国で発行された出生証明書を受付拒否した事例がある
- 記憶喪失である場合
- 海外で出生したことで、日本以外の国籍を取得したにもかかわらず国籍留保を怠った、或いは日本へ出生届をしていない場合

## 無戸籍の解消
出生届が出ていない結果、無戸籍となっている場合は、父母または出生届を出すべき者が出生届を出すことにより、無戸籍を解消できる。出生届は、14日間の届出期間を経過していても有効である。しかし、出生届を出すべき者がいない場合は、この方法では無戸籍を解消できない。
一部の自治体では行政サービスを受ける際に事務を円滑にするため証明書を交付する例もあるが、無戸籍は解消されない。
無戸籍者本人は、家庭裁判所の許可を得て就籍（しゅうせき）することにより、戸籍を得て無戸籍を解消することができる。

### 身元不明者の場合
戸籍が作成されている（と推測される）にもかかわらず、特殊な事情により、本来の戸籍が不明である人物に対しては、家庭裁判所が二重戸籍となる可能性を容認した上で、就籍を許可する場合がある。